# Кулумбетов, Узакбай Джильдирбаевич
Узакба́й Джильди́рбаевич Кулумбе́тов (каз. Ұзақбай Желдербайұлы Құлымбетов; 5 марта 1891 — 21 марта 1938) — советский политический деятель, председатель ЦИК (Центрального исполнительного комитета) Казакской (Казахской) АССР, после преобразования Казахской АССР в союзную республику — председатель ЦИК Казахской ССР. Член ВЦИК и ЦИК Казахской ССР, член Казахстанского краевого комитета ВКП(б) и член его бюро. Делегат 5 — 8 Казахстанских краевых партийных конференций.

## Биография
Родился в ауле Сасыкколь Аманкольской волости Иргизском уезда Тургайской области 5 марта 1891 года.
Казах. Из рода Аю — Аспан — Шомекей.
Шежире: Ұзақбай-Желдербай-Қанымбай-Кенебай(Келден)-Шахан-Еңкей-Аю(Айқожа)-Бұғанай-Есімбет-Аспан-Шомекей.

### Образование
Окончил двухклассное русско-казахское (с казахским интернатом) мужское училище в г. Иргиз (открытое Ибраем Алтынсариным), а в 1912 году — Актюбинские педагогические курсы.

### Трудовая деятельность
- 1912—1917 — работал Сельским учителем.
- 1918—1919 — по заданию уездного Иргизского Совета народных депутатов — организатор аульных Советов в Иргизском уезде Тургайской области
- 1920 — вступил в РКП(б).
- 1919—1923 — председатель Иргизского уездного комитета РКП(б), заведующий Актюбинским уездным, Тургайским губернским отделом народного образования, заведующий Отделом агитации и пропаганды Актюбинского, Акмолинского губернского комитета РКП(б)
- 1923—1925 — Заместитель председателя Исполнительного комитета Акмолинского губернского Совета. Председатель Исполнительного комитета Акмолинского губернского Совета.
- 1924—1937 —Член ВЦИК и ЦИК Казакской АССР.
- 1925—1937 — Член Казахстанского краевого комитета ВКП(б) и член его бюро.
- 1925—1933 — Председатель Совета Народного Хозяйства Казакской АССР. Заместитель председателя Совета Народных Комиссаров Казакской АССР. Председатель Плановой комиссии Казакской АССР.
- 1928—1929 — Одновременно был народным комиссаром торговли Казакской АССР
- 11.10.1933[1] — 05.12.1936 — Председатель ЦИК (Центральный Исполнительный Комитет) Казакской АССР
- 05.12.1936 — 22.06.1937 — Председатель ЦИК (Центральный Исполнительный Комитет) Казахской ССР
- Делегат 5-8 Казахстанских краевых партийных конференций.

### Арест и казнь
Источник: Сведения ДКНБ РК по г.Алматы
«Кулумбетов Узакпай Джильдирбаевич
Родился в 1891 г., Актюбинская обл.; казах; образование среднее; председатель. Проживал: Алма-Атинская обл. Алма-Ата..
Арестован 5 августа 1937 г. УНКВД по Алма-Атинской обл.
Приговорен: Верховный Суд Каз.ССР 25 февраля 1938 г., обв.: 58-2, 58-9, 58-11 УК РСФСР..
Приговор: ВМН Реабилитирован 22 апреля 1958 г. Выездная сессия военной коллегии Верховного Суда СССР за отсутствием состава преступления ».
- 8 июня 1937 года в НКВД союзных республик направлена директива ГУГБ НКВД СССР № 57788 об работе по антисоветским тюрко-татарским националистическим организациям. Эта директива явилась толчком для развертывания репрессий в национальных республиках СССР.
- В июне 1937 года И. Киселев, директор той самой открытой Ы. Алтынсариным двухклассной русско-казахской школы в г. Иргизе, написал письмо Мирзояну и «тройке», на обучавшихся у него же когда-то У. Кулымбетова и Т. Жаманмурынова : «Я сомневаюсь в них, будучи в Монголии, они тайком наладили связь с японскими шпионами и хотят отделить Казахстан от Союза». Позже он же написал такое же письмо и про Т. Жургенова, после чего также последовал арест.[5]
- 27 июля 1937 года секретарь ЦК компартии Казахстана Л. И. Мирзоян направил шифртелеграмму И. В. Сталину о необходимости ареста бывшего председателя ЦИК Казахстана Кулумбетова, на которого показывают около 10 человек из числа «разоблачённой» «Национал-фашистской организации». На шифртелеграмме имеются рукописные пометы: «За арест Кулумбетова. Ст.», «Ответ. Возражений нет. Сталин». 28.VII.37г.".[6].
- 31 июля 1937 года подследственный С. Х. Ходжанов даёт дополнительные показания против Кулубметова, протокол допроса пересылают Сталину. В протоколе имеются рукописные пометы Сталина. На полях протокола у фамилии Кулумбетова есть пометка «Ар» (арестовать).[7].
- 5 августа 1937 года арестован УНКВД по Алма-Атинской области.
- 7 декабря 1937 года включён в так называемые «сталинские списки» лиц, подлежащих суду Военной Коллегии Верховного Суда Союза ССР, от Казахской ССР Кат. 1 (АП РФ, оп. 24, дело 413, лист 180). Список визирован Сталином, Молотовым, Ждановым.
- 25 февраля 1938 года приговорён Военной Коллегии Верховного Суда Союза ССР по обвинению 58-2, 58-9, 58-11 УК РСФСР к высшей мере наказания.
- Расстрелян 21 марта 1938 года.
- 22 апреля 1958 года реабилитирован «за отсутствием состава преступления» решением выездной сессии военной коллегии Верховного Суда СССР.

## Семья
Источник: Книга памяти "Узницы АЛЖИРа"
«Кулумбетова Аеша
Родилась в 1898 г., г.Иргиз Актюбинской обл. Казахской ССР; казашка;
Приговорена: ОСО при НКВД СССР 3 октября 1938 г., обв.: как ЧСИР.
Приговор: к 8 годам ИТЛ. Прибыла в Акмолинское ЛО 03.10.1938 из тюрьмы г.Алма-Аты. Освобождена из Карлага 20.04.1946 ».
- Жена — Айыш (в документах НКВД записана как Аеша) Кулумбетова (1898—1973),

3 октября 1938 осуждена ОСО при НКВД СССР как «ЧСИР» к 8 годам ИТЛ, которые отбывала в лагере «АЛЖИР». Освобождена из Карлага 20 апреля 1946. После реабилитации вместе со старшим сыном Бостаном уехала на постоянное место жительства в Ташкент.
- - Сын — Бостан Узакпаевич Узакпаев, к. т. н., доцент, декан строительного факультета Ташкентского ИИТа. Преподаватель КазАТК.
  - Сын — Марат Узакпаевич Узакпаев. Маратом его назвал друг семьи Калинин Михаил Иванович. Окончил военное училище.
  - Приёмная дочь, племянница — Кабира Карабалина, дочь старшего брата Карабалы, удочерена после его смерти Узакбаем. После ареста родителей, жила вместе с братьями в детдоме. 7 раз поступала в КазГу на педагогический факультет и 7 раз её отчисляли как дочь врага народа. Позднее закончила заочное отделение, уехала в поселок Аксу Талды-Курганской области, где преподавала в местной школе, затем стала её директором. Живёт в г. Алматы.
  - Приёмная дочь, племянница — Акторе Кулумбетова, старшая дочь брата Карабалы, удочерена после его смерти. Во время ареста родителей Акторе было 18 лет, испытала на себе все ужасы и кошмары ночных допросов и пыток УНКВД. Неоднократно, под страхом смерти принуждали отказаться от фамилии приемного отца и родства с ним, но стойкость духа, а также понимание и четкое убеждение в политических взглядах отца не сломили её. Акторе Кулумбетова, умерла в 2005 году, похоронена в г. Алматы под фамилией Кулумбетова.
- Брат — Жолмурат, был женат на Нурым Жельдербаевой (?—1970, Алма-Ата), погиб на фронте.
  - Племянница — Орынша Карабалина, дочь Жолмурата.
  - Племянник — Болат Карабалин, сын Жолмурата.

## Современная оценка деятельности
Узакбай Кулумбетов стоял у истоков образования первой Казахской советской республики. Он был в числе многих образованных казахов (таких как Жалау Мынбаев, Ныгмет Нурмаков), веривших в будущее созданной национальной республики. Они вновь после Алаш-Орды сделали попытку объединения разбросанных тогда по различным российским губерниям земель будущего Казахстана. До конца своей жизни оставались преданными своему народу и боролись за интересы его. За это подверглись репрессиям, только с 25 февраля по 13 марта 1938 года Военной Коллегией Верховного Суда Союза ССР осудила на расстрел руководителей Казахстана в количестве 650 человек. То есть на тот момент национальная республика была полностью обезглавлена.

### Исследования, версии и теории
Известно, что ОГПУ (НКВД) используя пытки и другие недозволенные приемы следствия, вынудила многих политических, военных и хозяйственных деятелей Казахстана и других республик СССР признать самые нелепые обвинения. Так казахским деятелям предъявлялись обвинения в том, что они «пытались отделить Казахстан от СССР и сделать его протекторатом Японии», являлись агентами «японских и немецких» разведок. Закрытость дел репрессированных, не давала возможность исследователям проанализировать, и понять, где правда, а где выбитые признания в каждом отдельном случае.
Кинорежиссёр Еркин Ракышев в ходе съёмок своих документальных фильмов изучал в архивах ФСБ РФ и КНБ РК документы уголовных дел Т. Рыскулова, С. Кожанова, У. Кулымбетова, Т. Жургенова, Ш. Шонановой. На основании своих исследований выдвигает версию, что в Казахстане действительно существовала казахская националистическая организация и была организатором восстаний в период 1929—1931 годы. Ракышев утверждает, что ответственными за Иргизское восстание был Кулымбетов У., за Каракумское — Жургенов Т., за Созакское — Сейфуллин С. и т. д.

## Увековечивание памяти
На центральной площади с. Аманколь Иргизского района Актюбинской области Республики Казахстан установлен его бюст.
В Иргизском районе Актюбинской области есть село, которое носит имя Узакбая Кулумбетова.
Его именем названы улицы в г. Алматы (Алма-Ата) бывшая улица имени Розы Люксембург, в г. Актобе (Актюбинске) бывшая Карагандинская, в с. Иргизе Иргизского района Актюбинской области.
8 сентября 2017 г. установлена мемориальная доска на главном фасаде Академии искусств им. Т.Жургенева в г. Алматы (в 30-е годы бывшее здание Дома Правительства РК)
Бюст Узакбаю Кулумбетову 08.12.2017 г. установлен во дворе школы № 64, в микрорайоне Батыс-2 г. Актобе (Актюбинске)  Этой же школе присвоено имя Узакбая Кулумбетова (Справка о перерегистрации юридического лица от 17.02.2020 г.).

## Документальный фильм
- «Алаш Орда», киностудия «Казахфильм» имени Шакена Айманова. Режиссёр и оператор — Калила Омаров. 2010 г.

## Комментарии
1. ↑  оно же Восстание сарбазов 1930 года
2. ↑  оно же Восстание сарбазов 1930 года